# Deutsche Wirtschaftskommission

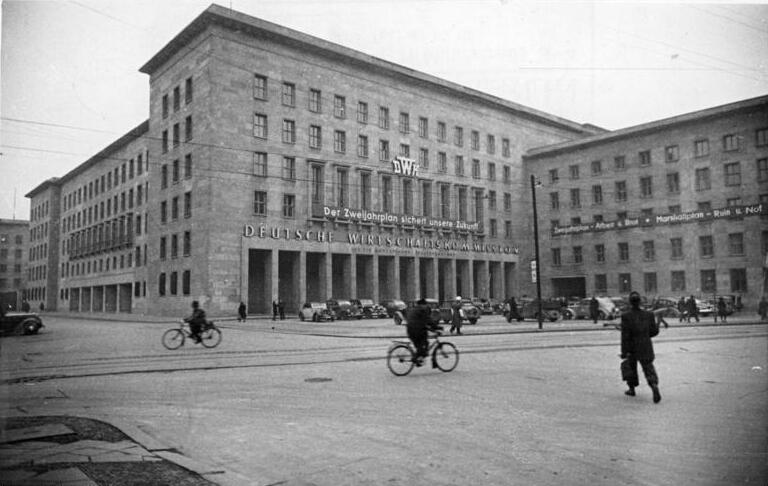
Das Gebäude der Deutschen Wirtschafts-Kommission im Januar 1949, Leipziger Straße Ecke Wilhelmstraße in Berlin (seit 1992 Detlev-Rohwedder-Haus)

Die Deutsche Wirtschaftskommission (DWK) war die zentrale deutsche Verwaltungsinstanz in der Sowjetischen Besatzungszone und hatte schließlich, bis zum 7. Oktober 1949 – der Gründung der Deutschen Demokratischen Republik – regierungsähnliche Funktionen.

## Geschichte
Die Wirtschaftskommission wurde auf Grundlage des Befehls Nr. 138 der Sowjetischen Militäradministration in Deutschland (SMAD) am 11. Juni 1947 in Berlin errichtet. Sie bestand bis zur Gründung der DDR am 7. Oktober 1949.
Der Kommission wurden durch die SMAD die bereits 1945 gegründeten Zentralverwaltungen für die verschiedenen Wirtschaftssektoren, für Finanzen, Soziales und andere Bereiche unterstellt. Hinzu kamen später Zentralverwaltungen für Umsiedler, Statistik, Interzonen- und Außenhandel sowie Sequestrierung und Beschlagnahme. Nicht der Kommission eingegliedert wurden Inneres, Volksbildung und Justiz. Grundsätzlich blieben die Zentralverwaltungen unabhängig voneinander.
Mitglieder der Kommission waren die Präsidenten der Zentralverwaltungen für Industrie, Handel, Verkehr, Land- und Forstwirtschaft sowie Brennstoff und Energie. Hinzu kamen die ersten Vorsitzenden des FDGB und der VdgB. Zunächst gab es keinen Vorsitzenden der Kommission selbst.
Die Kommission diente zur Koordination der Zentralverwaltungen. Hinzu kamen der Kontakt zur SMAD und die Sicherstellung der Reparationslieferungen.
Aufgrund der krisenhaften wirtschaftlichen Entwicklung in der SBZ und nach dem Scheitern der Londoner Außenministerkonferenz im Dezember 1947 kam es zu einer Reorganisation der Kommission. Der Befehl Nr. 32 der SMAD vom 12. Februar 1948 ermächtigte sie zum Erlass von Verordnungen und Anordnungen gegenüber den deutschen Organen in der SBZ. Es gab nunmehr Plenarsitzungen und ein Sekretariat. Außerdem wurden ein ständiger Vorsitzender (Heinrich Rau) sowie zwei Stellvertreter (Bruno Leuschner und Fritz Selbmann) installiert. Alle drei waren Mitglied der SED. Sie konnten verpflichtende Anordnungen für den Apparat der Kommission treffen. Das zehnköpfige Sekretariat zählte nur je einen Vertreter der Parteien CDU und LDP, was dem Ausbau der Vormachtstellung der SED zugutekam.
Angegliedert wurden der Kommission nun auch die Wirtschaftsleitung und -planung. Ebenfalls 1948 wurden die Zentralverwaltungen in Hauptverwaltungen umbenannt und ihre Zahl von 14 auf 17 erhöht. Die Zahl der Mitglieder der Kommission stieg seit dem 27. November 1948 von 38 auf 101 Personen aus den Verwaltungen. Hinzu kamen nunmehr 48 Vertreter der „Bevölkerung“, 15 Vertreter der Parteien und 10 Vertreter der Massenorganisationen wie dem FDGB.
Die DWK wirkte zentral an den Vermögenseinziehungen in der SBZ mit, etwa durch den Erlass von Durchführungsbestimmungen zu SMAD-Befehl Nr. 201, der sich auf die Alliierte Kontrollratsdirektive Nr. 38 über die Entnazifizierung stützte oder den Erlass von Durchführungsbestimmungen zu SMAD-Befehl Nr. 64. Sie erweiterte ihren Einfluss schrittweise auf das gesamte Wirtschaftsleben der SBZ inklusive der Privatwirtschaft, und die weitgehend verstaatlichten Bereiche Landwirtschaft, Handel und Banken sowie auf andere Bereiche wie die wissenschaftliche Forschung. Sie erreichte somit noch vor Gründung der DDR eine beträchtliche Zentralisierung. Das Sekretariat der Wirtschaftskommission hatte schließlich regierungsähnliche Funktionen. Am 7. Oktober 1949 gingen die Kommission und der ihr angeschlossene über 10.000-köpfige Apparat in der „Provisorischen Regierung“ der DDR auf.

## Sitz der Wirtschaftskommission
Die Wirtschaftskommission war im Gebäude des ehemaligen Reichsluftfahrtministeriums, dem heutigen Detlev-Rohwedder-Haus in Berlin untergebracht.